# Victoria Duffield
Victoria Duffield (nació el 3 de enero de 1995) es una cantante y actriz canadiense. 

## Vida personal
Victoria nació en Abbotsford, Columbia Británica. Es hermana del actor Burkely Duffield y tiene otro hermano que también es actor Mitchell Duffield. Se graduó en Yale Secondary School en Abbotsford, Columbia Británica.

## Carrera
Duffield audicionó para la temporada 3 de The Next Star, un programa de televisión realidad de Canadá en mayo de 2010. Después de haber sido uno de los 16 adolescentes canadienses seleccionados de entre más de 4.000, voló a Toronto para conseguir la oportunidad de cantar por tres jueces, y fue seleccionada para estar en el Top 6, junto con Isabelle Stern, Mimoza Duot, Madi Amyotte, Brandon Bizior y Diego Gomes. Victoria cantó y realizó varias tareas durante el espectáculo, como selecciones de coescribiendo una, cantando como solista, dúos, letras de un solo grupo, recibiendo un cambio de imagen, y la filmación de un vídeo musical. Duffield trabajó con el productor Josh Ramsay, vocalista de la banda de rock pop canadiense Marianas Trench. Su colaboración resultó en la canción "Fever". 
2010-2012: Shut Up and Dance
Victoria Duffield lanzó su sencillo "Fever" en iTunes y en CD el 21 de septiembre de 2010. Su vídeo musical también está disponible en iTunes. En su debut EP, secretos, ella lanzó dos singles "Bam Bam" y "Hey!" en iTunes.
Duffield se firma actualmente a Warner Music Canadá. Su primer sencillo "Shut Up and Dance" estuvo disponible en iTunes el 19 de septiembre de 2011. Ella también dio a conocer una  versión bilingüe en francés e inglés para el mercado de habla francesa con la cantante lukay. Además, ella ha lanzado una versión de "Last Christmas".
En 2012, Duffield lanzó un segundo sencillo del álbum "Shut Up And Dance", titulado "Feel". El vídeo musical fue lanzado el 13 de febrero de 2012. Otro sencillo, llamado "Break My Heart" fue lanzado el 26 de junio de 2012.
Victoria más reciente sencillo y vídeo, un dueto con Cody Simpson titulado "que no saben sobre nosotros", ha sido puesto en libertad en Canadá a partir de noviembre de 2012.
Duffield viajado para apoyar la "Shut Up and Dance" junto con Faber Drive para el "Lost In Paradise Tour". La gira terminó el 22 de diciembre de 2012 en Trenton, Nueva Escocia.
2013 - Presente: Accelerate
En 2013, Duffield anunció que estaba grabando nueva música en Los Ángeles, California, para su segundo álbum. Su segundo álbum Accelerate fue lanzado el 3 de junio de 2014 y fue precedido por el sencillo más que amigos disponibles el 8 de abril de 2014. "Más que amigos" hasta ahora ha alcanzado el # 49 en el Canadian Hot 100.

## Caridad
Victoria es una orgullosa patrocinadora de Free The Children y se ha presentado en eventos como We Day Manitoba. [4] Victoria Duffield también apoya a Count Me In y actuó en la inauguración de la Count Me In Conference en Toronto, Ontario, el 1 de mayo de 2012.

## Discografía
Álbumes de Estudios
- 2012: Shut Up and Dance
- 2014: Accelerate
- 2019: Day Won

Sencillos
- 2010: "Hey!"
- 2010: "Fever"
- 2010: "Bam Bam"
- 2011: "Shut Up and Dance"
- 2011: "Last Christmas"
- 2012: "Feel"
- 2012: "Break My Heart"
- 2012: "They Don't Know About Us" (Con Cody Simpson)
- 2014: "More Than Friends"
- 2014: "Paper Planes"
- 2018: "Get Me High"

## Filmografía
| Año  | Título                                        | Papel                | Medio     | Notas                        |
| ---- | --------------------------------------------- | -------------------- | --------- | ---------------------------- |
| 2005 | Cold Squad                                    | Elissa               | Serie     | 2 episodios                  |
| 2007 | Painkiller Jane                               | Young Elyse          | Serie     | 1 episodio                   |
| 2007 | Supernatural                                  | Granddaughter        | Serie     | 1 episodio                   |
| 2008 | Love Sick: Secrets of a Sex Addict            | Zoe Fedder           | Película  |                              |
| 2008 | Smallville                                    | Young Chloe Sullivan | Serie     | Estrella invitada 1 episodio |
| 2009 | Do You Know Me                                | Isabel Carter        | Película  | Con Rachelle Lefevre         |
| 2010 | The Next Star]]                               | Ella Misma           | Reality   | Concursante. Top 6           |
| 2011 | Strawberry Shortcake's Berry Bitty Adventures | Cherry Jam           | Animación | Voz en canciones             |
| 2012 | Mr. Young                                     | Ella Misma           | Serie     | 2 episodios                  |
| 2012 | Tectrik Stories                               | Ella Misma           | Vídeo     | Por Tectrik.                 |
| 2012 | R.L. Stine's The Haunting Hour                | Megan                | Serie     | Temporada 2, episodio 31     |
| 2012 | Christmas Miracle                             | Babysitter           | Película  |                              |
| 2013 | Life with Boys                                | Ella Misma           | Serie     | Temporada 2, episodio 14     |